# نقل فيروس نقص المناعة البشرية الجنائي
نقل فيروس نقص المناعة البشرية الجنائي هو العدوى العمد أو متهور من شخص بفيروس نقص المناعة البشرية (HIV). وغالبا ما دمجت هذه، في القوانين والمناقشة، مع التعرض لفيروس نقص المناعة البشرية الجنائي، والتي لا تتطلب انتقال الفيروس وكثير من الأحيان، كما هو الحال في حالات البصق والعض، لا يشمل وسيلة واقعية لانتقال العدوى. وقد سنت بعض البلدان أو الولايات القضائية، بما في ذلك بعض المناطق في الولايات المتحدة والقوانين صراحة على تجريم نقل فيروس نقص المناعة البشرية أو التعرض، متهما المتهمين مع انتقال الجنائي فيروس نقص المناعة البشرية. الآخرين، بما في ذلك المملكة المتحدة، تهمة المتهم بموجب القوانين مع جرائم مثل القتل والقتل غير العمد والشروع في القتل، أو الاعتداء القائمة.

## روابط خارجية
- Criminal Transmission of HIV - list of notable cases
- HIV and the criminal law (International resource from NAM)
- Criminal HIV Transmission Research Project Tops 100 Online Profiles
- HIV-Positive Spitter Sentenced to 13 Years
- Information concerning a number of European countries
- Information concerning England and Wales
- More information concerning England and Wales
- Canadian HIV/AIDS Legal Network
- HIV & AIDS Legal Clinic (Ontario)Canada
- The Center for HIV Law & Policy - Positive Justice Project
- NAM Aids Map - Transmission of HIV as a criminal offence
- WHO technical consultation - A report by the منظمة الصحة العالمية on Criminalizing HIV Transmission
- Keele University Research Institute for Law, Politics and Justice - The legal, political and social problems associated with HIV were discussed at a seminar series at جامعة كيلي in 2005/6.